# Stazione di Pietrelcina
Stazione di Pietrelcina 2013-ban bezárt vasútállomás Olaszországban, Pietrelcina településen.

## Vasútvonalak
Az állomást az alábbi vasútvonalak érintették:
- Bosco Redole–Benevento-vasútvonal

## Kapcsolódó állomások
A vasútállomáshoz az alábbi állomások vannak a legközelebb:
- Cese railway halt
- Benevento Acquafredda railway halt